# 力石健次郎
力石健次郎（日语：／ Chikaraishi Kenjiro，1916年8月5日—1995年2月9日），日本神奈川县人，日本外交官、日本电气公司顾问。

## 生平
毕业于东京帝国大学法学部毕业后，入外务省工作。历任外务见实生、外务官吏研修所所员。1952年9月，任驻法国大使馆二等秘书。1954年后曾任外务省欧美局第四课、第五课、西欧课课长。1957年4月，任欧亚局第一课课长。1958年，任欧亚局西欧课课长。1959年，任驻联合国代表部参赞。1961年，任驻日内瓦总领事。1963年任外务省联合国参事官。1965年任外务省中近东非洲局局长。1967年，任外务省大臣官房审议官，同年9月任日本驻柬埔寨大使。1971年，任日本驻波兰大使。1972年，任外务省礼宾长。
1974年，任日本驻瑞士大使。1978年，离职。1979年7月，任日本电气公司顾问。1980年9月，任日本迎宾馆（国宾馆）馆长。

## 荣誉

### 日本勋章奖章
- 勋一等瑞宝章（1988年11月3日公布）

### 外国勋章奖章
- 意大利共和国功绩大军官勋章（義大利語：Ordine al merito della Repubblica Italiana）（意大利，1982年3月9日公布[4]）：意大利总统佩尔蒂尼于1982年3月9日至15日对日本进行国事访问[5]。